# El impostor (novela de Manuel L. Alonso)
El impostor es una novela ganadora del Premio Protagonista Joven escrita por Manuel Luis Alonso y publicada en 1991. Según Alonso, la inspiración para el libro vino durante un vuelo, en uno de sus muchos viajes a Mallorca, donde la azafata mencionaba las estadísticas del vuelo que se convertirían en la primera frase del libro: Once mil metros de altura, cincuenta grados bajo cero en el exterior, una velocidad de ochocientos cincuenta kilómetros por hora.

## Argumento
Un joven de 16 años llamado Eduardo viaja hacia la isla  Palma de Mallorca, tras la muerte de su madre, que le ha dejado huérfano. Ahí se encontrará con un tío que no había conocido nunca, al decidir su familia que este se hiciera cargo de su educación.